# Chadschi-Dimitar-Stadion
Das Chadschhi-Dimitar-Stadion (auch Hadzhi-Dimitar-Stadion geschrieben, bulgarisch Стадион Хаджи Димитър) ist ein Fußballstadion in Sliwen, Bulgarien und Heimstätte des Fußballclubs OFK Sliwen 2000. Das Stadion ist nach dem Freiheitskämpfer Chadschi Dimitar benannt.
Das Stadion hat 15.000 Plätze und ist 105 m lang und 68 m breit, mit elektrischer Beleuchtung und entspricht den UEFA-Bestimmungen für die Veranstaltung von Fußballspielen auf europäischer Ebene.
2015 wurde in Sliwen Spiele der U-17-Fußball-Europameisterschaft ausgetragen, darunter auch ein Playoff-Spiel zur U-17-Fußball-Weltmeisterschaft 2015 in Chile.